# Catherine Webb
Catherine Webb (n. 27 aprilie 1986, Londra, Anglia, Regatul Unit) este o scriitoare britanică de literatură științifico-fantastică, romane istorice și literatură pentru copii și tineri adulți. A scris și sub pseudonimele Kate Griffin sau Claire North. A studiat la  Godolphin and Latymer School, Londra și London School of Economics.
La doar 14 ani a terminat de scris Mirror Dreams, care a fost scris în timpul vacanțelor ei școlare. Tatăl ei este autorul și editorul Nick Webb și acesta i-a sugerat să-i arate manuscrisul unui agent pe care el îl cunoștea,  eventual s-a oferit s-o reprezinte. Cartea a apărut în 2002 la Atom Books, parte a Time Warner (acum  Hachette Book Group), iar  Webb a fost numită Young Trailblazer of the Year de către revista CosmoGirl britanică. Ea a scris opt romane pentru tineri adulți, toate publicate de către Atom Books. A studiat la Royal Academy of Dramatic Art, școală pe care a absolvit-o în 2010.

## Lucrări scrise
- Mirror Dreams (2002)
- Mirror Wakes (2003)
- Waywalkers (2003)
- Timekeepers (2004)
- The Extraordinary and Unusual Adventures of Horatio Lyle (2006)
- The Obsidian Dagger: Being the Further Extraordinary Adventures of Horatio Lyle (2006)
- The Doomsday Machine: Another Astounding Adventure of Horatio Lyle (2008)
- The Dream Thief: An Extraordinary Horatio Lyle Mystery (2010)

Ca Kate Griffin
- A Madness of Angels (2009) (seria Matthew Swift, cartea 1)
- The Midnight Mayor (2010) (seria Matthew Swift, cartea 2)
- The Neon Court (2011) (seria Matthew Swift, cartea 3)
- The Minority Council (2012) (seria Matthew Swift, cartea 4)
- Stray Souls (2012) (seria Magicals Anonymous, cartea 1)
- The Glass God (2013) (seriaMagicals Anonymous, cartea 2)

Ca Claire North
- The First Fifteen Lives of Harry August (2014)[19]
- Touch (Atingerea, 2015)[20]
- The Gameshouse (2015)[21]
- The Sudden Appearance of Hope (2016)
- The End of the Day (2017)[22]
- 84K (May 22, 2018)[23]

## Premii
- 2005 - Timekeepers nominalizare la Medalia Carnegie[24]
- 2006 - The Extraordinary and Unusual Adventures of Horatio Lyle nominalizare la Medalia Carnegie[25]
- 2014 - The First Fifteen Lives of Harry August (sub pseudonimul Claire North) nominalizare la Premiul BSFA pentru cel mai bun roman
- 2015 - The First Fifteen Lives of Harry August (sub pseudonimul Claire North) a câștigat Premiul John W. Campbell Memorial pentru cel mai bun roman science-fiction
- 2015 - The First Fifteen Lives of Harry August (sub pseudonimul Claire North) nominalizare la Premiul Arthur C. Clarke pentru cel mai bun roman science-fiction
- 2017 - The Sudden Appearance of Hope (ca  Claire North) a câștigat Premiul World Fantasy pentru cel mai bun roman[26]

## Legături externe
- Catherine Webb at Little, Brown Book Group Arhivat în 4 martie 2016, la Wayback Machine.
- Catherine Webb la Internet Speculative Fiction Database
- Interview with "Kate Griffin"
- Kate Griffin's official Web site and blog
- 'Young Adult' - an Interview with Catherine Webb Arhivat în 7 octombrie 2015, la Wayback Machine.
- The story behind The First Fifteen Lives of Harry August - Online Essay by Claire North[nefuncțională]